# Demer (straat)

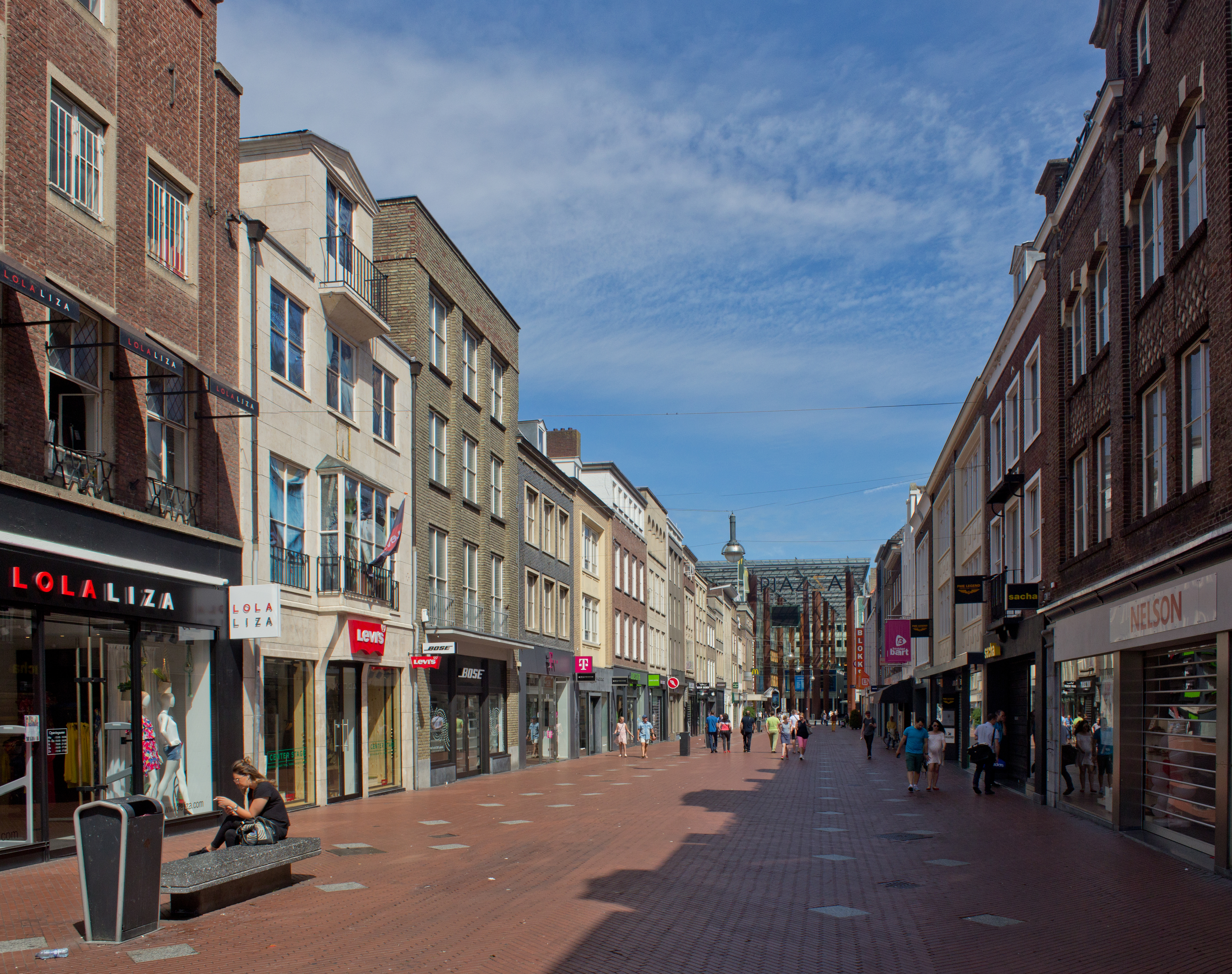
Zicht op de Demer, richting het 18 Septemberplein

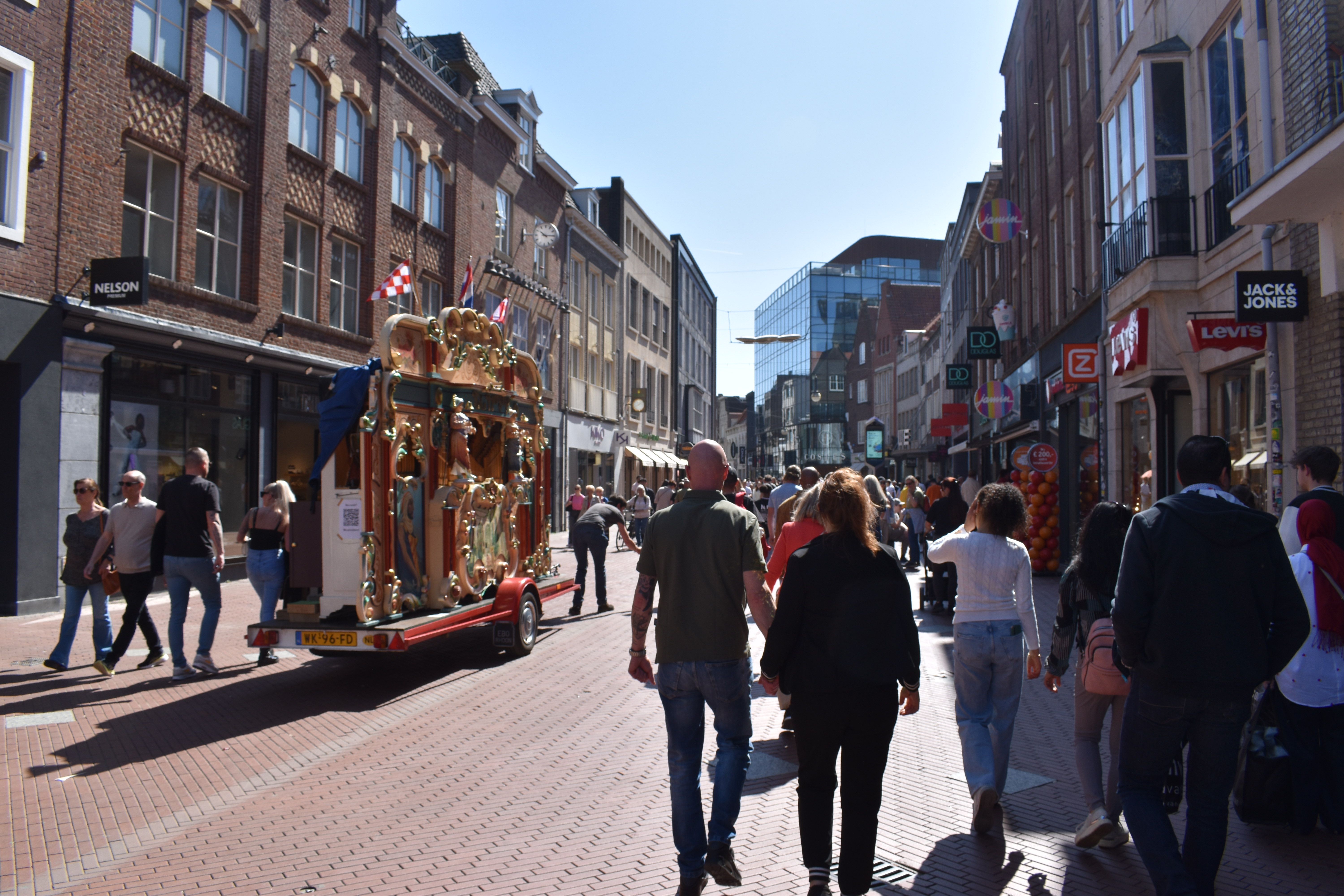
De Demer in 2025

De Demer is een winkelstraat in het centrum van Eindhoven. De straat staat, na de Kalverstraat in Amsterdam, de Kleine Staat in Maastricht en de Lange Elisabethstraat in Utrecht op de vierde plaats van straten met de hoogste huurprijzen in Nederland. De huur bedroeg op de Demer in 2007 per vierkante meter tussen de € 1000 en € 1200 per jaar.  

## Architectuur
Tijdens het Sinterklaasbombardement op 6 december 1942 werd de gehele Demer verwoest. De bebouwing dateert derhalve uit de jaren 1950, desondanks maakt de architectuur geen naoorlogse indruk. De straat is bij de wederopbouw flink verbreed. 

## Etymologie
Het woord demer heeft dezelfde stam als de rivier de Demer in België. Het zou afkomstig zijn van de Keltische woorden tam (donkerkleurig) en ara (water). Het water kwam ooit als  veenriviertje uit in de Gender.
Anno 1580 heette de Demer de Volderseinde en de Volderstraat en bevatte een kleine brug die over bovengenoemd riviertje strekte. Deze straat was de eerste straat binnen Eindhoven na de ingang via de Woenselse Poort, en liep uit op de Rechte Steen Weg (later genoemd de Rechtestraat).
Soortgelijke straatnamen vindt men in Huijbergen en in Heusden.
18 Septemberplein ·
Berenkuil ·
Boschdijk ·
Demer ·
Dommelstraat ·
Emmasingel ·
John F. Kennedylaan ·
Keizersgracht ·
Markt ·
Mathildelaan ·
Oude Stadsgracht ·
Stationsplein ·
Stratumsedijk ·
Stratumseind ·
Vestdijk ·
Wal ·
Wilhelminaplein